# Vorticism
Vorticism (av latin vortex ’virvel’) var en radikal brittisk konstriktning som hyllade kraftutvecklingen och energin i det moderna maskinsamhället. Aktiv runt åren för Första Världskriget nådde rörelsen sin höjdpunkt runt 1915. 
Under 1910-talet utvecklade Brittiske konstnären Wyndham Lewis (1882-1957) en teori som kom att kallas Vorticism, vilken innebar en koncentration av den syntetiska Kubismens samt den italienska Futurismens teorier för att således skapa en ny konströrelse som speglade dynamiken i det moderna, urbana samhället. Lewis publicerade bland annat två manifest i ett nummer av tidskriften Blast år 1914, där han klargjorde för rörelsens ståndpunkt: "The New Vortex plunges to the heart of the Present, we produce a New Living Abstraction." Vorticisterna uttryckte en aggression mot de etablerade Victorianska värderingar som upplevdes som hindrande för utvecklingen av nya konstnärliga rörelser och generationer i England. Bildkonst och litteratur sammanlänkades, där poeten Ezra Pound (1885-1972) fick en avgörande roll för rörelsen jämte Lewis. Vorticisternas konst karaktäriseras av semi-abstrakta, maskinlika, geometriska former och energiska rörelser.
Bland övriga konstnärer inom rörelsen kan Jacob Epstein (1880-1959), C.R.W. Nevinson (1889-1946), Jessica Dismorr (1885-1939), William Roberts (1895-1980), Helen Saunders (1885-1963) samt Henri Gaudier-Brzeska (1891-1915) nämnas.